# Trachyaretaon
A Trachyaretaon a rovarok (Insecta) osztályának a botsáskák (Phasmatodea) rendjéhez, ezen belül a Heteropterygidae családjához és az Obriminae alcsaládjához tartozó nem.

## Rendszerezés
A nembe az alábbi fajok tartoznak:
- Trachyaretaon carmelae - szinonimája: Trachyaretaon brueckneri
- Trachyaretaon echinatus
- Trachyaretaon gatla
- Trachyaretaon manobo